# Nam Hải (phường)
Nam Hải là một phường cũ từng thuộc quận Hải An, thành phố Hải Phòng, Việt Nam.

## Địa lý
Phường Nam Hải có vị trí địa lý:
- Phía đông và phía bắc giáp phường Đông Hải 2
- Phía tây giáp phường Đằng Hải và phường Thành Tô
- Phía nam giáp phường Tràng Cát.

Phường Nam Hải có diện tích 5,04 km², dân số năm 2022 là 11.215 người, mật độ dân số đạt 2.225 người/km².

## Lịch sử
Ngày 20 tháng 12 năm 2002, Chính phủ ban hành Nghị định số 106/2002/NĐ-CP về việc thành lập phường Nam Hải trên cơ sở toàn bộ 551,60 ha diện tích tự nhiên và 7.533 nhân khẩu của xã Nam Hải thuộc huyện An Hải.
Ngày 20 tháng 7 năm 2022, HĐND TP. Hải Phòng ban hành Nghị quyết số 26/NQ-HĐND về việc:
- Sáp nhập tổ dân phố số 8 vào tổ dân phố số 1.
- Sáp nhập tổ dân phố số 9 vào tổ dân phố số 2.
- Sáp nhập tổ dân phố số 10 vào tổ dân phố số 3.
- Sáp nhập tổ dân phố số 11 vào tổ dân phố số 4.
- Sáp nhập tổ dân phố số 12 vào tổ dân phố số 5.
- Sáp nhập tổ dân phố số 15 vào tổ dân phố số 7.

Ngày 16 tháng 6 năm 2025, Ủy ban Thường vụ Quốc hội ban hành nghị quyết sắp xếp đơn vị hành chính cấp xã của thành phố Hải Phòng năm 2025. Theo đó:
- Một phần diện tích tự nhiên, quy mô dân số của phường Nam Hải được sắp xếp với toàn bộ diện tích tự nhiên, quy mô dân số của các phường Cát Bi, Đằng Lâm, Thành Tô, Đằng Hải, Tràng Cát và một phần diện tích tự nhiên của phường Đông Hải 2thành phường mới có tên gọi là phường Hải An.
- Phần còn lại của phường Nam Hải được sắp xếp với toàn bộ diện tích tự nhiên, quy mô dân số của phường Đông Hải 1 và một phần diện tích tự nhiên phường Đông Hải 2 thành phường mới có tên gọi là phường Đông Hải.[2]